# Charlie Senior
Charlie Senior (* 20. November 2001 in Bradford) ist ein australischer Boxer im Federgewicht.

## Boxkarriere
Senior kam im Alter von zwei Jahren mit seiner Familie nach Australien und begann im Alter von elf Jahren mit dem Boxsport. Er wurde 2022 Australischer Meister, war Achtelfinalist der Commonwealth Games 2022 in Birmingham und Teilnehmer der Weltmeisterschaft 2023 in Taschkent, wo er gegen den späteren Weltmeister und Olympiasieger Abdumalik Xaloqov ausschied.
Mit dem Gewinn der Pazifikspiele 2023 qualifizierte er sich für die Olympischen Spiele 2024 in Paris, wo er gegen Vasile Usturoi und Carlo Paalam das Halbfinale erreichte und dann gegen Abdumalik Xaloqov mit einer Bronzemedaille ausschied.